# Mezquitán
Mezquitán es una localidad del estado mexicano de Jalisco. Es parte del municipio de Autlán de Navarro.

## Toponimia
El nombre «Mezquitán» proviene de los términos en náhuatl: mizquitl, mezquite; tlan, lugar de abundancia. Su significado es «».

## Demografía
| Gráfica de evolución demográfica |
|                                  |

| Censo | Población |
| ----- | --------- |
| 1900  | 126       |
| 1910  | 89        |
| 1921  | 21        |
| 1930  | 116       |
| 1940  | 166       |
| 1950  | 232       |
| 1960  | 351       |
| 1970  | 480       |
| 1980  | 652       |
| 1990  | 529       |
| 2000  | 773       |
| 2010  | 885       |
| 2020  | 1 009     |